# GSC9231-1148
GSC9231-1148 — хімічно пекулярна зоря спектрального класу A5, що має видиму зоряну величину в смузі V приблизно 10,5.
Вона  розташована на відстані близько 2859,6 світлових років від Сонця.

## Пекулярний хімічний склад
Зоряна атмосфера GSC9231-1148 має підвищений вміст 
Si
.